# Hlibiv, Huseatîn
Hlibiv (în ucraineană Глібів) este o comună în raionul Huseatîn, regiunea Ternopil, Ucraina, formată numai din satul de reședință.

## Demografie
Componența lingvistică a comunei Hlibiv
     Ucraineană (99,69%)
     Alte limbi (0,1%)
Conform recensământului din 2001, majoritatea populației comunei Hlibiv era vorbitoare de ucraineană (99,69%), existând în minoritate și vorbitori de alte limbi.